# Bobby Parnell
Robert Allen Parnell, detto Bobby (Salisbury, 8 settembre 1984), è un giocatore di baseball statunitense, free agent dal 2016.

## Biografia

### Carriera

#### Minor League
Parnell venne selezionato al 9º giro del draft amatoriale del 2005 come 269ª scelta dai New York Mets. Nello stesso anno iniziò coi Brooklyn Cyclones A-, chiudendo con 2 vittorie e 3 sconfitte, 1,73 di media PGL (ERA) e 0,185 alla battuta contro di lui in 15 partite di cui 14 da partente (73,0 inning). Nel 2006 giocò con due squadre finendo con 5 vittorie e 11 sconfitte, 4,61 di ERA e 0,250 alla battuta contro di lui in 21 partite tutte da partente con un incontro giocato interamente (105,1 inning).
Nel 2007 giocò con due squadre finendo con 8 vittorie e altrettante sconfitte, 4,19 di ERA e 0,270 alla battuta contro di lui in 29 partite tutte da partente (144,0 inning). Nel 2008 giocò con due squadre finendo con 12 vittorie e 8 sconfitte, 4,62 di ERA, nessuna salvezza su una opportunità e 0,264 alla battuta contro di lui in 29 partite di cui 28 da partente (148,0 inning).
Nel 2010 giocò con i Buffalo Bisons AAA, chiudendo con una vittoria e una sconfitta, 4,14 di ERA, 4 salvezze su 6 opportunità e 0,231 alla battuta contro di lui in 24 partite (41,1 inning). Nel 2011 giocò con due squadre finendo con nessuna vittoria e sconfitta, 3,00 di ERA, una salvezza su due opportunità e 0,219 alla battuta contro di lui in 9 partite di cui una da partente.

#### Major League

##### New York Mets (2008-2015)
Il 1º settembre 2008 venne promosso in prima squadra, debuttò nella MLB il 15 dello stesso mese contro i Washington Nationals. Chiuse la stagione con 5,40 di ERA e 0,176 alla battuta contro di lui in 6 partite (5,0 inning). L'8 maggio 2009 ottenne la sua prima vittoria in carriera contro i Pittsburgh Pirates. Dopo l'infortunio del lanciatore partente Jon Niese l'8 agosto entrò nella rotazione dei lanciatore partenti della squadra. Chiuse con 4 vittorie e 8 sconfitte, 5,30 di ERA, una salvezza su 5 opportunità e 0,281 alla battuta contro di lui in 68 partite di cui 8 da partente (88,1 inning).
Iniziò la stagione 2010 nella Minor League, poi il 29 giugno 2010 venne nuovamemte promosso in prima squadra. Il 21 settembre terminò la stagione in anticipo a causa di un'infiammazione nel gomito destro. Chiuse con nessuna vittoria e una sconfitta, 2,83 di ERA, nessuna salvezza su 2 opportunità e 0,295 alla battuta contro di lui in 41 partite (35,0 inning). Il 21 aprile 2011 venne inserito nella lista infortunati dei (15 giorni) a causa di un trombo in un dito della mano. Rientrò il 30 maggio, chiuse con 4 vittorie e 6 sconfitte, 3,64 di ERA, 6 salvezze su 12 opportunità e 0,258 alla battuta contro di lui in 60 partite (59,1 inning).
Il 28 giugno 2012 contro i Los Angeles Dodgers ottenne la sua prima salvezza come closer, chiuse con 5 vittorie e 4 sconfitte, 2,49 di ERA, 7 salvezze su 12 opportunità e 0,249 alla battuta contro di lui in 74 partite (68,2 inning). Il 18 gennaio 2013 firmò il suo primo contratto annuale in arbitraggio per 1,7 milioni di dollari. Il 31 luglio venne inserito nella lista infortunati dei (15 giorni) per un'ernia del disco nel collo. Chiuse la stagione con 5 vittorie e altrettante sconfitte, 2,16 di ERA, 22 salvezze su 26 opportunità e 0,211 alla battuta contro di lui in 49 partite (50,0 inning). Il 14 settembre venne spostato nella lista dei (60 giorni). Il 17 gennaio 2014 firmò in arbitrariato un anno per 3,7 milioni di dollari più 50000 $ se dovesse giocare almeno 60 partite. Dopo la prima partita di stagione gli venne riscontrato una parziale lacerazione del legamento mediale collaterale del gomito destro. Il 2 aprile venne inserito nella lista degli infortunati dei (15 giorni). L'8 aprile venne sottoposto ad un intervento chirurgico, chiamato Tommy John surgery, rimarrà fuori per tutta la stagione. Chiudendo la stagione con una singola partita, 9,00 di ERA nessuna salvezza su una opportunità e 0,400 alla battuta contro di lui (1,0 inning).

#### Detroit Tigers (2016-)
Il 18 febbraio 2016 Parnell ha firmato un contratto con i Detroit Tigers per la Minor League; il 30 marzo 2016 firma un contratto per giocare nella Major League con i Detroit Tigers.